# Avenay-Val-d'Or
Avenay-Val-d'Or is een gemeente in het Franse departement Marne (regio Grand Est). De plaats maakt deel uit van het arrondissement Épernay. De huidige naam is het gevolg van een hernoeming vanaf Avenay op 31 mei 1951. De gemeente telde 961 inwoners op 1 januari 2022.

## Geografie
De oppervlakte van Avenay-Val-d'Or bedroeg op 1 januari 2022 12,49 vierkante kilometer; de bevolkingsdichtheid was toen 76,9 inwoners per km².

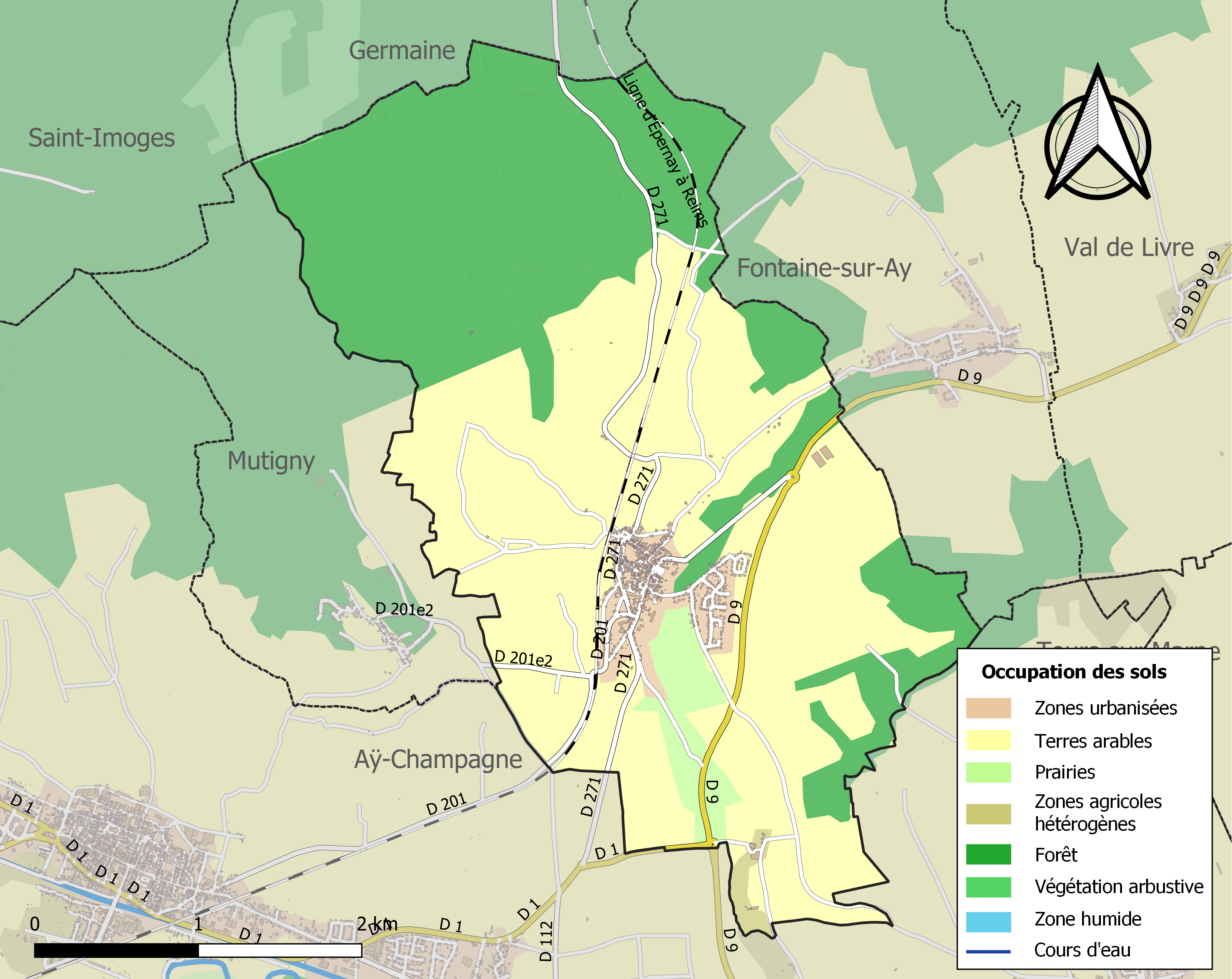
Kaart van de gemeente met de belangrijkste infrastructuur, bodemgebruik en omliggende gemeenten

## Demografie
Onderstaande figuur toont het verloop van het inwonertal (bron: INSEE-tellingen).

## Geboren in Avenay
- Gaston Paris (1839-1903), literatuurhistoricus, romanist en taalkundige